# Die Rückkehr des Buddha

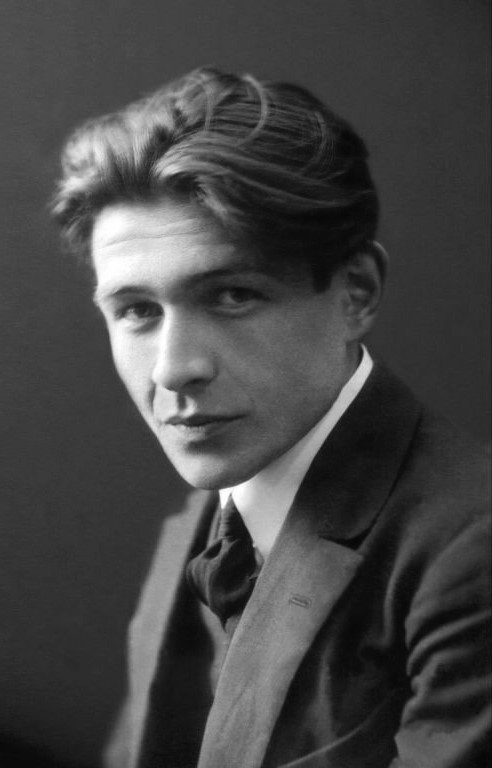
Der Autor Gaito Gasdanow in den 1920er Jahren

Die Rückkehr des Buddha (Originaltitel: Возвращение Будды) ist ein Roman des russischen Exilautors Gaito Gasdanow aus dem Jahr 1947, der 2016 auch in deutscher Übersetzung erschien.

## Inhalt
Ein junger russischer Student lebt Ende der 1920er Jahre in Paris. Er leidet unter Wahnvorstellungen, die ihn immer wieder in eine Scheinwelt entgleiten lassen. Eines Tages trifft er in einem Café einen Mann wieder, dem er zwei Jahre zuvor schon einmal begegnet ist: damals gab er dem Bettler 10 Franc. Der Bettler ist nun auffallend gut gekleidet und unterhält sich mit einer jungen Frau. Der – namenlose – Student spricht den Mann, sein Name ist Pawel Alexandrowitsch Schtscherbakow, an und erfährt von ihm, wie er zu seinem unwahrscheinlichen Reichtum gekommen ist. Die junge Frau an seiner Seite ist seine Geliebte Lida, eine junge Frau aus dem Armen- und Bettlermilieu. Sie spricht von Liebe, doch der Student sieht nur eine Zweckverbindung: Geld gegen Gesellschaft. Von anderen Obdachlosen erfährt der Student mehr über Pawel, Lida und ihre Hintergründe. Eines Abends sieht er Lida mit ihrem jüngeren, aber von Schwindsucht gezeichneten Liebhaber, einem armen, ungebildeten Tunesier namens Amar. Gegenüber Schtscherbakow verschweigt er diese Begegnung.
Als er eines Abends zu Besuch bei Schtscherbakow ist, fällt ihm eine auffällige Buddhastatuette auf: sie bildet nicht die bekannte, in Ruhe versunkene Pose Buddhas ab, sondern eine ihm bis dahin unbekannte gelöste, Seligkeit und Verzückung ausstrahlende, stehende Darstellung. In die goldene Figur ist ein Rubin eingelassen.
An diesem Abend hält er auf seinem Weg nach Hause inne und denkt über den Tod nach. Er baut sich in Gedanken ein, wie er es nennt, „logisches Konstrukt“, das zu dem Schluss kommt, für Schtscherbakow sei genau jetzt die richtige Zeit zum Sterben gekommen.
Am nächsten Morgen wird er beim Verlassen des Hauses festgenommen. Die nächsten Wochen verbringt er in Untersuchungshaft; ihm wird der Mord an Schtscherbakow vorgeworfen, dessen Leiche am Morgen nach seinem Besuch gefunden wurde. Vehement verteidigt er seine Unschuld, zunächst gelingt es ihm jedoch nicht, Beweise vorzubringen. Zusätzlich belastet ihn, dass Schtscherbakow ihn als alleinigen Erben eingesetzt hat. Im Laufe eines Verhörs schildert er den genauen Ablauf des Abends, das Gespräch über Tod, Nirwana und die Buddhastatuette, an die er sich in jeder Einzelheit erinnern kann. Das führt zur Wende in den Ermittlungen. Die Statuette befindet sich nicht am Tatort, der Mörder muss sie mitgenommen haben.
Über Umwege ermittelt die Polizei Amar als Täter. Er gesteht, und der Student kommt frei. Amar wird zum Tode verurteilt, obwohl er ohnehin todkrank ist, von Tuberkulose gezeichnet.
Der Student ist unterdessen in Schtscherbakows Wohnung gezogen und lebt von seinem Erbe. Er erinnert sich verstärkt an seine frühere Liebe, Catrine, die, wie er bald erfährt, das Land schon vor einem Jahr verlassen hat. Kurzentschlossen packt er seine Sachen und reist zu ihr, was ihm ohne das Erbe nicht möglich gewesen wäre.

## Rezeption
Die Kritiken fallen fast durchweg positiv aus. Besonders beeindrucke die „altertümliche, ruhige Sprache“, die einen wirkungsvollen Kontrast zur Haltlosigkeit des Helden darstelle. Es werden auch Ähnlichkeiten zu Gasdanows zuvor erschienenem Roman „Das Phantom des Alexander Wolf“ sowie zu seiner eigenen Biografie bemerkt. Claus-Ulrich Bielefeld (Die Welt) sieht allerdings in dem „erzwungen wirkenden Happy-End“ eine Schwachstelle des Romans.

## Ausgaben
- Возвращение Будды. 1949/50
  - Die Rückkehr des Buddha. Deutsch und mit einem Nachwort von Rosemarie Tietze. München: Hanser, 2016. ISBN 978-3-446-25047-5.